# Acanthogorgia meganopla
Acanthogorgia meganopla is een zachte koraalsoort uit de familie Acanthogorgiidae. De koraalsoort komt uit het geslacht Acanthogorgia. Acanthogorgia meganopla werd in 1999 voor het eerst wetenschappelijk beschreven door Grasshoff. 